# Aroga flavicomella
Aroga flavicomella is een vlinder uit de familie tastermotten (Gelechiidae). De wetenschappelijke naam is, als Gelechia flavicomella, voor het eerst geldig gepubliceerd in 1839 door Zeller.
De soort komt voor in Europa.